# Скваяйноуп 26
Скваяйноуп 26 (англ. Skwayaynope 26) — індіанська резервація в Канаді, у провінції Британська Колумбія, у межах регіонального округу Томпсон-Нікола.

## Населення
За даними перепису 2016 року, індіанська резервація нараховувала 10 осіб. Середня густина населення становила 10,2 осіб/км².

## Клімат
Середня річна температура становить 6,7°C, середня максимальна – 19,8°C, а середня мінімальна – -9,7°C. Середня річна кількість опадів – 583 мм.
| Клімат поселення                              | Клімат поселення | Клімат поселення | Клімат поселення | Клімат поселення | Клімат поселення | Клімат поселення | Клімат поселення | Клімат поселення | Клімат поселення | Клімат поселення | Клімат поселення | Клімат поселення | Клімат поселення |
| Показник                                      | Січ.             | Лют.             | Бер.             | Квіт.            | Трав.            | Черв.            | Лип.             | Серп.            | Вер.             | Жовт.            | Лист.            | Груд.            |                  |
| Середній максимум, °C                         | 2,30             | 4,95             | 8,41             | 12,23            | 16,18            | 19,74            | 19,32            | 19,78            | 15,48            | 10,01            | 3,77             | −0,38            |                  |
| Середня температура, °C                       | −3,68            | −1,04            | 2,42             | 6,25             | 10,20            | 13,76            | 16,65            | 17,12            | 12,83            | 7,36             | 1,11             | −3,04            |                  |
| Середній мінімум, °C                          | −9,66            | −7,02            | −3,57            | 0,26             | 4,21             | 7,79             | 13,98            | 14,46            | 10,16            | 4,70             | −1,53            | −5,71            |                  |
| Норма опадів, мм                              | 79               | 49               | 44               | 28               | 36               | 37               | 31               | 30               | 30               | 55               | 82               | 82               |                  |
| Середньомісячна швидкість вітру, м/с          | 2.02             | 2.11             | 2.40             | 2.60             | 2.40             | 2.40             | 2.20             | 2.00             | 1.83             | 1.95             | 2.03             | 2.00             |                  |
| Середньомісячна сонячна радіація, кДж/м²·день | 3309             | 6471             | 10703            | 15754            | 19392            | 21033            | 21954            | 18793            | 13320            | 7433             | 3653             | 2595             |                  |
| --------------------------------------------- | ---------------- | ---------------- | ---------------- | ---------------- | ---------------- | ---------------- | ---------------- | ---------------- | ---------------- | ---------------- | ---------------- | ---------------- | ---------------- |
| Джерело:                                      |                  |                  |                  |                  |                  |                  |                  |                  |                  |                  |                  |                  |                  |